# Günter Reisch
Günter Julius Hermann Reisch (* 24. November 1927 in Berlin; † 24. Februar 2014 ebenda) war ein deutscher Filmregisseur und Drehbuchautor.

## Leben
Der Sohn des Bäckermeisters Julius Reisch und der kaufmännischen Angestellten Erna Reisch, geborene Queißer, wuchs seit 1934 in Potsdam auf, wo er die Oberrealschule besuchte und kurz vor Kriegsende eingezogen wurde. Am 8. März 1944 beantragte er die Aufnahme in die NSDAP und wurde zum 20. April desselben Jahres aufgenommen (Mitgliedsnummer 10.096.276).
Nach seiner Entlassung aus amerikanischer Kriegsgefangenschaft beteiligte er sich bereits im Herbst 1945 am Aufbau und der Leitung des Theaterensembles im Antifa-Jugendausschuss und in der FDJ in Potsdam. Nach dem Abitur nahm er Schauspielunterricht bei Werner Kepich und ließ sich ab 1947 bei der DEFA in deren Nachwuchsstudio zum Regisseur ausbilden. Er wurde Mitglied der SED.
Nach seiner Prüfung im März 1948 wurde der Zwanzigjährige Regieassistent bei Gerhard Lamprecht in Quartett zu Fünft. 1950 arbeitete Reisch erstmals bei Der Rat der Götter mit Kurt Maetzig zusammen, dem er bei Filmen wie Ernst Thälmann – Sohn seiner Klasse und Ernst Thälmann – Führer seiner Klasse assistierte und mit dem er 1958 bei Das Lied der Matrosen zusammenarbeitete.
1955 inszenierte er seinen ersten Spielfilm Junges Gemüse. Seit 1956 lehrte er zudem an der Filmhochschule Babelsberg. Er arbeitete auch als Theaterregisseur und führte 1958 Regie am Volkstheater Rostock bei der Bühnenfassung von Tolstois Krieg und Frieden.
In seinen Filmen, bei denen er meist auch am Drehbuch mitschrieb, setzte er sich mit den als bourgeoise Tendenzen geltenden Erscheinungen des DDR-Alltags auseinander. So zeigte sein Ein Lord am Alexanderplatz (1967), dass ein Heiratsschwindler auch im Sozialismus Erfolg haben könne. In seinem Anton der Zauberer (1977) verkörperte Ulrich Thein einen Arbeiter, der sich selbst bereichert.
Daneben stehen Reischs Filme, in denen er sich mit historischen Themen beschäftigte. Von 1964 bis 1965 entstand seine Liebknecht-Biografie Solange Leben in mir ist, die 1972 in Trotz alledem! ihre Fortsetzung fand. 1979 drehte er Die Verlobte mit Jutta Wachowiak als inhaftierte Kommunistin in der Zeit des Nationalsozialismus.
Von 1967 bis 1988 war er Vizepräsident des Verbandes der Film- und Fernsehschaffenden der DDR, 1983 wurde er ordentliches Mitglied der Akademie der Künste der DDR. Zudem war er Mitglied des Künstlerischen Rats der DEFA und Mentor an der Filmhochschule in Potsdam-Babelsberg.
Nach der Wende profilierte sich Reisch vor allem als Filmpädagoge. Er unterrichtete an der HFF Konrad Wolf, an der Hochschule für Fernsehen und Film München, an der Hochschule für Theater und Musik Graz, an der italienischen Hochschule in Bozen und an der Kunsthochschule für Medien Köln. Darüber hinaus lehrte er vier Jahre an der Filmklasse der Universität Kassel.
Von 1997 bis 2002 unterrichtete er als Lehrbeauftragter an der Fakultät Film der Bauhaus-Universität Weimar, Anfang 2003 wurde er zu deren Honorarprofessor für Filmgestaltung in den neuen Medien ernannt. Er war Mitglied der Akademie der Künste und der Deutschen Filmakademie. Im November 2013 wurde er von der DEFA-Stiftung für sein filmkünstlerisches Lebenswerk geehrt.
Reisch war seit 1970 in zweiter Ehe mit der wissenschaftlichen Mitarbeiterin an der Akademie der Künste Beate Reisch verheiratet. Er war Vater von zwei Mädchen aus seiner ersten Ehe und von zwei Jungen aus seiner zweiten Ehe.
Die Beisetzung erfolgte am 7. März 2014 auf dem Französischen Friedhof in Berlin.

## Filmografie
- 1956: Junges Gemüse
- 1957: Spur in die Nacht (auch Co-Drehbuch)
- 1958: Das Lied der Matrosen (Co-Regie)
- 1959: Maibowle (auch Co-Drehbuch)
- 1959: Der schweigende Stern (nur Co-Drehbuch)
- 1960: Silvesterpunsch (auch Co-Drehbuch)
- 1961: Gewissen in Aufruhr (auch Co-Drehbuch)
- 1962: Ach, du fröhliche …
- 1963: Der Dieb von San Marengo (auch Co-Drehbuch)
- 1965: Solange Leben in mir ist (auch Co-Drehbuch)
- 1967: Ein Lord am Alexanderplatz (auch Co-Drehbuch)
- 1968: Jungfer, sie gefällt mir (auch Co-Drehbuch)
- 1970: Unterwegs zu Lenin (auch Co-Drehbuch)
- 1972: Trotz alledem!
- 1973: Wolz – Leben und Verklärung eines deutschen Anarchisten
- 1976: Nelken in Aspik (auch Co-Drehbuch und Darsteller)
- 1977: Anton der Zauberer
- 1978: Addio, piccola mia (Cameo)
- 1980: Die Verlobte (Co-Regie)
- 1987: Wie die Alten sungen… (auch Co-Drehbuch)
- 1989: Zimbabwe – Dreams of the future (Berater)
- 1993: Der olympische Sommer (Berater)
- 1993: Glamour und Protest – Ein Cowboy im Sozialismus (Mitwirkung)
- 2002: Nelken für Reisch (Mitwirkung)

## Auszeichnungen
- 1958: Erich-Weinert-Medaille (Kunstpreis der FDJ)[3] für Das Lied der Matrosen
- 1959: Nationalpreis der DDR II. Klasse für Das Lied der Matrosen im Kollektiv
- 1961: Nationalpreis der DDR I. Klasse für Gewissen im Aufruhr im Kollektiv
- 1966: Nationalpreis der DDR II. Klasse für Solange Leben in mir ist im Kollektiv
- 1970: Nationalpreis der DDR III. Klasse für Unterwegs zu Lenin im Kollektiv
- 1970: Spezialpreis der Jury beim IFF Karlovy Vary für Unterwegs zu Lenin
- 1972: Kunstpreis des FDGB für Trotz alledem!
- 1978: Heinrich-Greif-Preis I. Klasse für Anton der Zauberer
- 1980: Nationalpreis der DDR I. Klasse für Kunst und Literatur für Die Verlobte im Kollektiv
- 1980: Grand Prix auf dem IFF Karlovy Vary für Die Verlobte
- 1980: 1. Preis auf dem Sydney Film Festival für Die Verlobte
- 1982: 2. Nationales Spielfilmfestival der DDR in Karl-Marx-Stadt: Großer Preis für Die Verlobte
- 1987: Vaterländischer Verdienstorden in Gold
- 2013: Preis der DEFA-Stiftung für das künstlerische Lebenswerk